# Ortenburg (Bajorország)
Ortenburg település Németországban, azon belül Bajorországban. Lakosainak száma 7525 fő (2023. december 31.). Ortenburg Bad Griesbach im Rottal, Haarbach, Beutelsbach, Vilshofen an der Donau, Fürstenzell és Ruhstorf an der Rott községekkel határos.

## Népesség
A település népessége az elmúlt években az alábbi módon változott:
| Lakosok száma | 6266 | 2649 | 6994 | 6985 | 7059 | 7090 | 7215 | 7405 | 7437 | 7525 |
|               | 1970 | 1975 | 2011 | 2012 | 2014 | 2015 | 2017 | 2019 | 2022 | 2023 |